# Eleccions generals d'Irlanda del Nord de 1929
Les eleccions generals d'Irlanda del Nord de 1929 es van celebrar el 22 de maig de 1929 amb una nova incontestable victòria del Partit Unionista de l'Ulster (PUU) de James Craig. Foren els primeres eleccions després de l'abolició de la representació proporcional i la redefinició de les fronteres.

## Resultats
| Partit                     | Líder         | Vot popular | %     | Escons | Canvi (de 1929) |
| Partit Unionista           | James Craig   | 148.579     | 50,8% | 37     | +5              |
| Unionista Independent      |               | 41.778      | 14,3% | 3      | -1              |
| Nacionalistes              | Joseph Devlin | 34.069      | 11,7% | 11     | +1              |
| Laboristes                 | Sam Kyle      | 23.334      | 8,0%  | 1      | -2              |
| Partit Liberal de l'Ulster |               | 18.208      | 6,2%  |        |                 |
| Opció Local                |               | 9.776       | 3,3%  |        |                 |
| Associació de Propietaris  |               | 6.901       | 2,4%  |        |                 |
| Nacionalista Independent   |               | 3.694       | 1,3%  |        |                 |
| Independent                |               | 3.437       | 1,2%  |        |                 |
| Laborista Independent      |               | 2.442       | 0,8%  |        |                 |